# Laevichlamys aliae
Laevichlamys aliae is een tweekleppigensoort uit de familie van de Pectinidae. De wetenschappelijke naam van de soort is voor het eerst geldig gepubliceerd in 1988 door Dijkstra.